# ساجرون میس
ساجرون میس (به ایتالیایی: Sagron Mis) یک کومونه در ایتالیا است که در ترنتینو واقع شده‌است. ساجرون میس ۱۱٫۲ کیلومتر مربع مساحت و ۲۱۱ نفر جمعیت دارد و ۱٬۰۶۶ متر بالاتر از سطح دریا واقع شده‌است.